# John E. Hopcroft

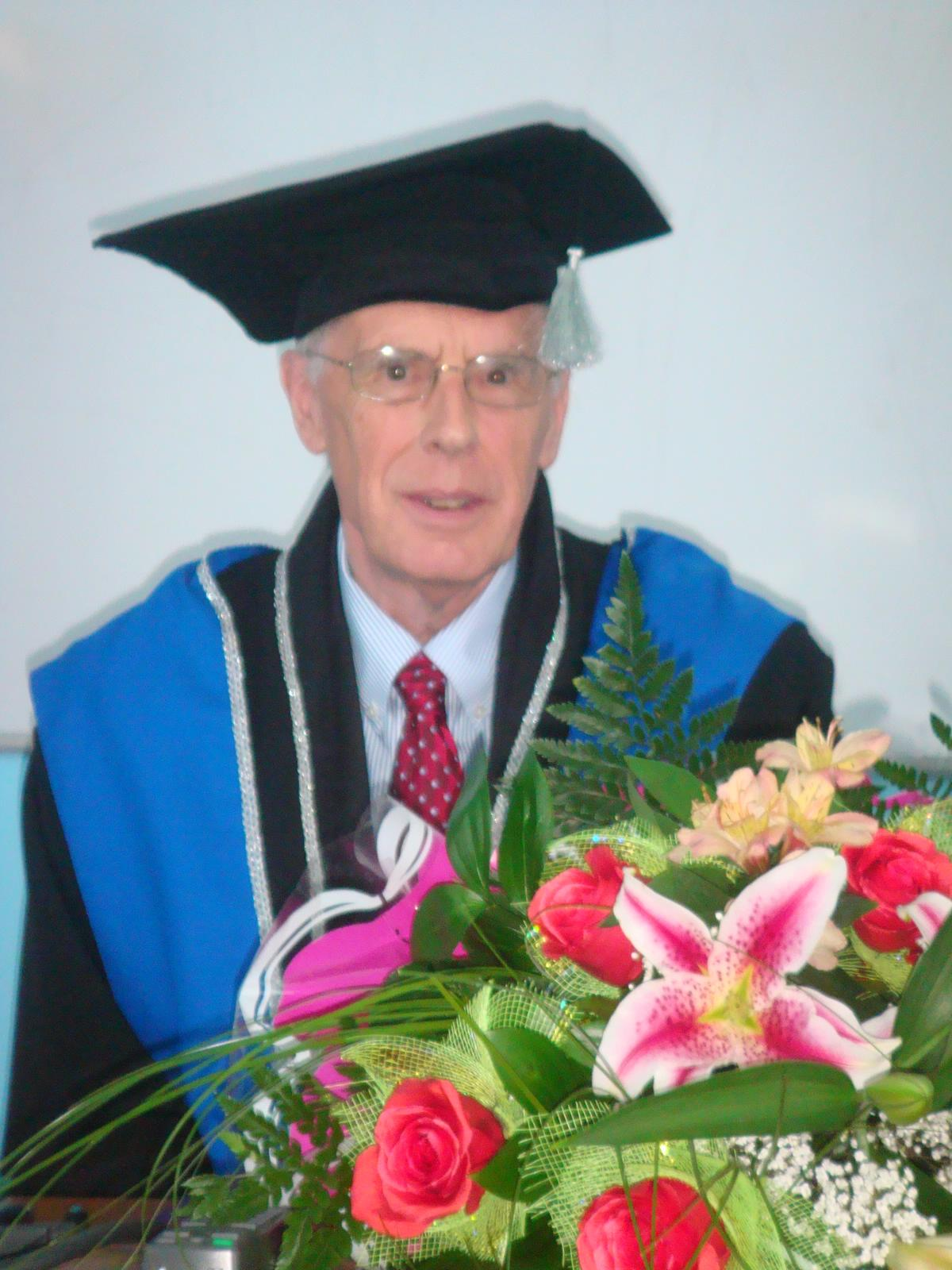
John E. Hopcroft, 2009

John Edward Hopcroft (* 7. Oktober 1939 in Seattle) ist ein US-amerikanischer Informatiker. 1986 wurde er zusammen mit Robert Tarjan für das Design und die Analyse von Algorithmen und Datenstrukturen mit dem Turing Award ausgezeichnet.

## Biographie
1961 machte Hopcroft seinen ersten Abschluss als Bachelor in Elektrotechnik an der Seattle University, danach wechselte er an die Stanford University und erlangte dort 1962 den Master und 1964 den Doktortitel (Ph.D.). Nach dreijähriger Tätigkeit an der Princeton University erhielt er eine Professur an der Cornell University in Ithaca und ist dort heute als IBM-Professor für Technik und angewandte Mathematik in der Informatik (engl. IBM Professor of Engineering and Applied Mathematics in Computer Science) tätig. Von 1987 bis 1992 leitete er dort die Fakultät für Informatik, danach war er Associate Dean for College Affairs des College of Engineering, und schließlich von 1994 bis 2001 dessen Dekan. Von 1970 bis 1971 war er daneben außerordentlicher Gastprofessor an der Stanford University.
Hopcroft befasst sich hauptsächlich mit der Analyse von Algorithmen, mit Automatentheorie, Graphalgorithmen, formalen Sprachen, und in jüngerer Zeit mit Informationserfassung und -zugang. Nach ihm (und Robert Tarjan bzw. Richard M. Karp) benannt sind die Algorithmen von Hopcroft und Tarjan und der Algorithmus von Hopcroft und Karp. Gemeinsam mit Ravi Kannan arbeitet er an einem Buch Computer Science Theory for the Information Age, von dem eine Vorabversion auf der Webseite der Carnegie Mellon University eingesehen werden kann.
Hopcroft war oder ist außerhalb der Cornell University Berater, Komiteemitglied oder Herausgeber von rund 130 Unternehmen, Einrichtungen, Konferenzen oder Zeitschriften, darunter die Alfred P. Sloan Foundation, die Bell Telephone Laboratories, die Carnegie Mellon University, das Goddard Space Flight Center, IBM, Microsoft, die NASA, die National Academy of Engineering, die National Academy of Sciences, der National Research Council, das National Science Board, die Sandia National Laboratories, das SIAM Journal on Scientific Computing, die Society for Industrial and Applied Mathematics, die US Army, die US Air Force und die Yale University.
Hopcrofts erster Doktorand war Alfred V. Aho (John-von-Neumann-Medaille 2003), es folgte u. a. Gilles Brassard.

## Auszeichnungen
- 1961–1964: Graduate Fellow der National Science Foundation
- 1986: Turing Award (mit Robert Tarjan)
- 1987: Fellow des IEEE, der American Association for the Advancement of Science und der American Academy of Arts and Sciences
- 1989: Mitglied der National Academy of Engineering
- 1990: Ehrendoktortitel der Seattle University
- 1994: Fellow der ACM
- 2005: IEEE Harry H. Goode Memorial Award
- 2008: Ehrenprofessur der Technischen Universität Peking und Ehrendoktortitel der Universität Sydney
- 2009: Mitglied der National Academy of Sciences, Fellow der Society for Industrial and Applied Mathematics, und Ehrendoktortitel der Sankt Petersburger Universität für Informationstechnologie, Mechanik und Optik
- 2010: John-von-Neumann-Medaille (mit Jeffrey Ullman), Ehrenprofessur der Yunnan-Universität und Einstein-Professur der Chinesischen Akademie der Wissenschaften
- 2016: Freundschaftspreis

## Schriften
- mit Alfred V. Aho, Jeffrey Ullman: The Design and Analysis of Computer Algorithms. Addison-Wesley, Reading, Massachusetts, 1974.
- mit Jeffrey Ullman: Introduction to Automata Theory, Languages and Computation. Addison-Wesley, 1979, ISBN 0-201-02988-X.
- mit Jeffrey Ullman: Einführung in die Automatentheorie, Formale Sprachen und Komplexitätstheorie. ISBN 3-89319-181-X.